# المشكلة الوحيدة
المشكلة الوحيدة هي رواية للمؤلفة الاسكتلندية موريل سبارك نُشرت عام 1984، نشرتها دار بودلي هيد في المملكة المتحدة وبوتنام في الولايات المتحدة.

## الحبكة
تقع أحداث الرواية بالقرب من سانت داي في فوج في فرنسا، يعيش بطل الرواية الرئيسي -الغني هارفي غوثام، في كوخ صغير على أرض قصر فارغ حيث يكتب كتابًا عن أيوب. يُسافر هارفي دوريًا إلى متحف إبينال لمشاهدة اللوحة الزيتية أيوب يسخر من زوجته التي رسمها الفنان الفرنسي جورج دو لا تور، زوجة أيوب تشبه إيفي. ترك هارفي منزله مع إيفي قبل عام واختفى اكتشفه صهره الممثل إدوارد جانسن وقام بزيارته على أمل أن يُطلق هارفي إيفي ويمنحها نفقة سخية. أنجبت إيفي طفلة غير شرعية تدعى كلارا والتي ترعاها الآن أختها روث (زوجة إدوارد). ثم تصل روث وكلارا أيضًا وأقنعا هارفي بشراء القصر. الشرطة تعتقد أن إيفي قد انضمت إلى منظمة إرهابية تدعى جبهة تحرير أوروبا (FLE) لأنها تشك في تورط هارفي …

## الاستقبال
- تظل مراجعات كيركس غير مقتنعة وتخلص إلى أن الرواية تحتوي على "شخصيات غير متناسقة ومعالجة ثابتة بشكل غريب لموضوع أيوب: مسرحية أخلاقية خفيفة ومبهمة، يُسلط الضوء عليها في بعض الأحيان فقط من خلال الذكاء أو الأسلوب السباركي."[1]
- تشيد أنيتا بروكنر في صحيفة نيويورك تايمز بالرواية: "شخصيات السيدة سبارك، على الرغم من جنونها في كثير من الأحيان، ليست غير شريفة أبدًا. في الواقع، إنهم يقدمون العديد من الحقائق المذهلة بعين جامدة أو ابتسامة مهملة؛ كما لوحظت الأخلاق الأدبية الجميلة في دقة الكتابة".السيدة سبارك، التي غالبا ما تكون وجهة نظرها غامضة، تشترك مع هذه الشخصيات في حرية معينة من الاتفاقية التي تعاقب رحلاتهم إلى الفوضى ... تجربة مزعجة ومبهجة".[2]
- تقول جيد كيدا في مجلة جامعة دندي للفنون "يظهر إيجاز سبارك وخفة دمها طوال كتاباتها بشكل بارز من خلال شخصية هارفي، الذي يجعل حسه الفكاهي الجاف أثناء استجوابه من قبل الشرطة ووسائل الإعلام قراءة مسلية. بعد وفاة إيفي خلال غارة للشرطة، تمكن هارفي أخيرًا من إنهاء كتابته لكتاب أيوب، حيث انتهت الأزمة الوجودية في حياته.[3]

## الروابط الخارجية
- "كتاب العهد القديم" بقلم فرانك كيرمود في مجلة لندن ريفيو أوف بوكس.